# Sesbania procumbens
Sesbania procumbens là một loài thực vật có hoa trong họ Đậu. Loài này được (Roxb.) Wight & Arn. miêu tả khoa học đầu tiên.